# Erismadelphus sessilis
Erismadelphus sessilis là một loài thực vật có hoa trong họ Vochysiaceae. Loài này được Keay & Stafleu mô tả khoa học đầu tiên năm 1953.